# Valeriana albonervata
Valeriana albonervata là một loài thực vật có hoa trong họ Kim ngân. Loài này được B.L. Rob. miêu tả khoa học đầu tiên năm 1893.